# Weissia recurvata
Weissia recurvata là một loài rêu trong họ Pottiaceae. Loài này được (Hedw.) D. Mohr mô tả khoa học đầu tiên năm 1806.